# Jezioro Mucharskie

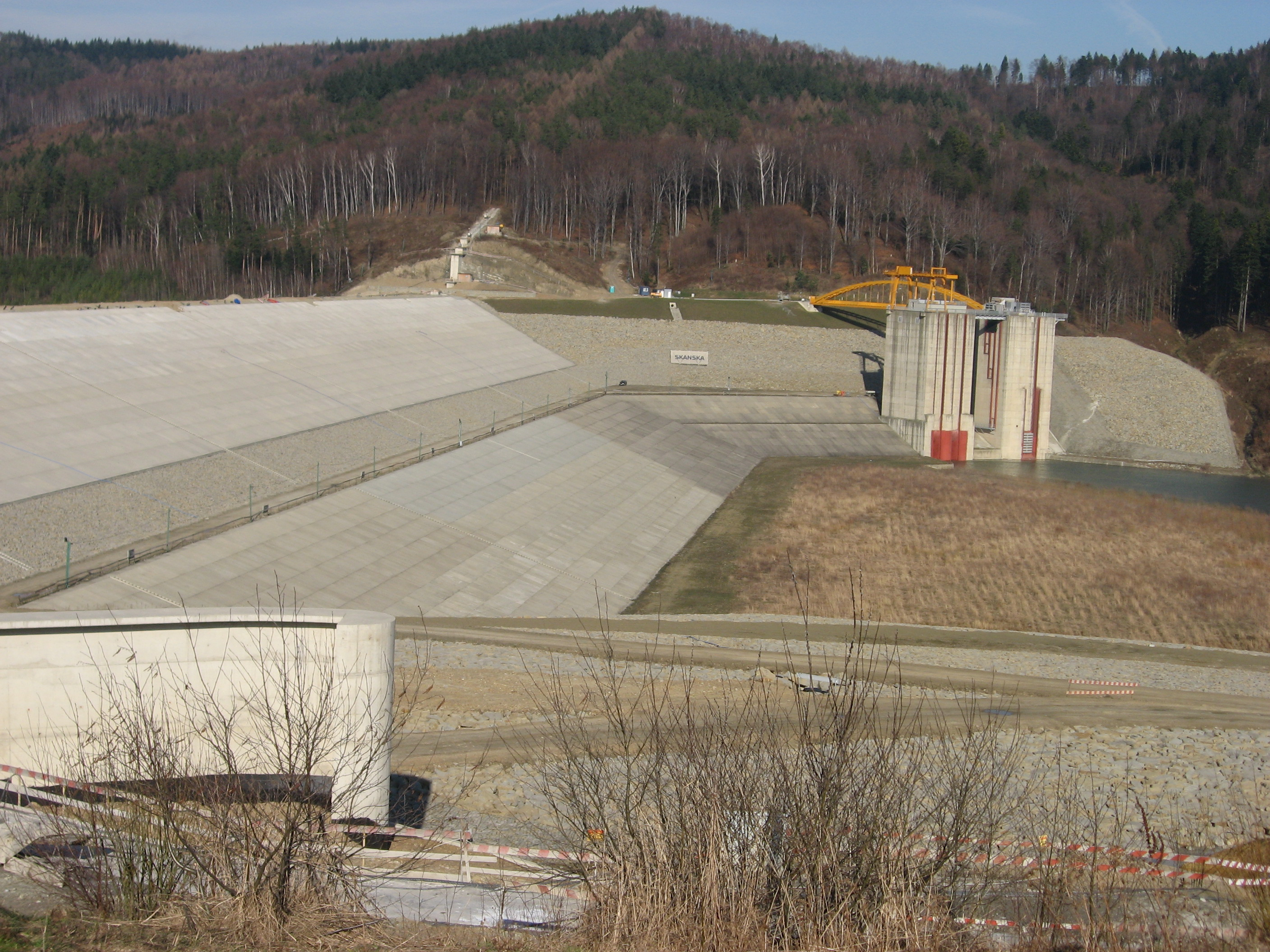
Zapora w marcu 2009

Jezioro Mucharskie (nazwa używana do 2018: Zbiornik Świnna Poręba) – zaporowy zbiornik retencyjny na Skawie.
Zbiornik znajduje się na terenach gmin Mucharz, Stryszów i Zembrzyce. Zapora usytuowana jest na 26,6 km biegu Skawy, powierzchnia zlewni rzeki do zapory wynosi 802 km².

## Historia budowy
Zapora w Świnnej Porębie jest jedną z najdłużej prowadzonych inwestycji hydrotechnicznych. Już w latach pięćdziesiątych XX wieku powstał pierwszy projekt zagospodarowania terenu. Jej budowę rozpoczęto w 1986; w latach 1988–1992 rozebrano linię kolejową nr 103 na odcinku Wadowice–Skawce, która przebiegała przez teren planowanego zalewu. Z powodu kłopotów finansowych, związanych z przemianami gospodarczymi po 1989, prace się opóźniały. Harmonogram przyjęty przez Sejm w 2005 również nie był realizowany. W związku z kryzysem finansowym budowę zbiornika wstrzymano w 2009. W 2010 rząd podjął decyzję o ukończeniu tej inwestycji do roku 2015.
Według Regionalnego Zarządu Gospodarki Wodnej w Krakowie podczas powodzi w 2010, pomimo niedokończonej budowy, w krytycznym dla Małopolski okresie między 16 a 19 maja maksymalne wypełnienie zbiornika Świnna Poręba wynosiło 61 mln m³ wody, maksymalny dopływ 937 m³/s, a maksymalny odpływ ze zbiornika 358 m³/s.
10 października 2015 oficjalnie otwarto wybudowaną zaporę. Inwestycja jednak pozostawała niedokończona i nie było możliwe zalewanie zbiornika. Konieczne było umocnienie osuwisk, wybudowanie nowych dróg omijających zalewany teren, rozebranie mostu położonego na tym terenie i wysiedlenie ostatniej rodziny zamieszkałej na obszarze przyszłego zalewu. Otwarcie zapory przed ukończeniem inwestycji spotkało się z zarzutami o działanie propagandowe rządu PO-PSL w okresie przedwyborczym.
13 maja 2016 sejm uchwalił ustawę o dokończeniu budowy. Inwestycja miała zostać sfinalizowana w 2017 r. Ustawa zakładała, że w 2016 na budowę trafi ponad 46 mln zł, a w 2017 około 6,7 mln zł. Większość pieniędzy – 25,7 mln zł – miała zostać przeznaczona na ustabilizowanie osuwisk, a przebudowa dróg pochłonąć 20,6 mln zł. Pozostałe 6,93 mln zł miało być przeznaczone na, między innymi, rozruch zapory, niecki zbiornika i elektrowni, rozbiórkę dróg asfaltowych oraz doszczelnienie galerii kontrolno-zastrzykowej podczas piętrzenia wody. Pieniądze pochodziły z Narodowego Funduszu Ochrony Środowiska i Gospodarki Wodnej, a dokończenie budowy było zadaniem Regionalnego Zarządu Gospodarki Wodnej w Krakowie.
We wrześniu 2016 ostatnia rodzina mieszkająca w Skawcach na dnie przyszłego zbiornika podpisała ze Starostwem Powiatowym w Wadowicach porozumienie dotyczące dobrowolnego opuszczenia domu.
25 października zamknięto drogę łączącą Mucharz z Zagórzem, jeden z ostatnich elementów pozostałych na dnie przyszłego zbiornika. Rozpoczęto fizyczną likwidację trasy, łącznie z dawnym mostem kolejowym nad Skawą. Jego elementy mają zostać wykorzystane do budowy pamiątkowego krzyża, który zostanie postawiony w gminie Mucharz. W 2019 roku oddano 2,5-kilometrowy odcinek nowej drogi od Świnnej Poręby przez Gołębiówkę, Leśniówkę i Zagórze, która zastąpiła likwidowaną drogę. 
Zbiornik Świnna Poręba będzie miał pojemność 161 milionów metrów sześciennych i maksymalną powierzchnię 1035 hektarów. Wysokość zapory wynosi 54 m, a jej długość 604 m. Sztuczne jezioro będzie spełniać funkcje przeciwpowodziowe i retencyjne dla, między innymi, Wadowic i Krakowa, a zarazem rezerwuaru wody do celów komunalnych i przemysłowych w województwie śląskim.
Jeszcze 5 lipca 2017 Regionalny Zarząd Gospodarki Wodnej w Krakowie informował, że budowa trwa – trzy tygodnie później, 26 lipca, premier Beata Szydło ogłosiła jej zakończenie.
2 marca 2019 została uruchomiona elektrownia wodna na zaporze zbiornika. W lipcu 2019 r. obniżono poziom wody w zbiorniku, by  ukończyć umacnianie osuwisk, jesienią rozpoczęto oczyszczanie niecki zbiornika z roślinności, prace w głównej części niecki zbiornika ukończono wiosną 2020 r. i rozpoczęto napełnianie.

## Główne parametry zbiornika
- przepływy rzeki Skawy w przekroju zapory:
  - powodziowy (p = 0,02%) – 2220,0 m³/s
  - powodziowy (p = 1,0%) – 1150,0 m³/s
  - średni roczny – 11,50 m³/s
  - min. obserwowany – 0,77 m³/s
- pojemność zbiornika:
  - powodziowa – 161 mln m³
  - wyrównawcza – 86 mln m³
  - martwa – 15 mln m³
- powierzchnia zalewu zbiornika:
  - maksymalna – 1035 ha
  - normalna – 820 ha
  - minimalna – 240 ha
- parametry zapory:
  - wysokość – 50 m
  - długość korony – 640 m
  - kubatura nasypu – 2,23 mln m³
  - kubatura betonów – 300 tys. m³[16]

## Główne funkcje zbiornika
- Ochrona przeciwpowodziowa doliny rzeki Skawy poniżej zapory (m.in. Wadowic) i doliny rzeki Wisły (m.in. Krakowa).
- Ochrona przed skutkami suszy (przepływ gwarantowany 6,4 m³/s przy przepływie w okresie suszy 0,77 m³/s).
- Wprowadzenie elementu wzbogacającego krajobraz i ekosystem na terenach otaczających zbiornik.
- Produkcja energii elektrycznej w ilości 14,8 GWh rocznie (moc elektrowni 4 MW)[17].
- Stworzenie warunków rozwoju turystyki i rekreacji na terenach przyległych do zbiornika z zapewnieniem powszechnego dostępu do jeziora.
- Wykorzystywanie wody ze zbiornika dla celów komunalnych i przemysłowych na terenie województw małopolskiego i śląskiego.

## Nazwa
Przez długi czas używano roboczej hydrotechnicznej nazwy Zbiornik Świnna Poręba. Ponieważ w polskim urzędowym nazewnictwie geograficznym zbiorniki sztuczne nazywane są jeziorami, wiadomo było, że nie będzie to nazwa ostateczna. Pojawiła się propozycja nazwania zbiornika Jeziorem Wadowickim, ale sprzeciw wyraziły niektóre gminy, na których terenie znalazł się akwen. W 2013 gmina Mucharz przygotowała stronę promocyjną powstającego zbiornika, gdzie używana jest nazwa Jezioro Mucharskie, ostatecznie przyjęta w grudniu 2018.